# Sept Îles
Sept Îles (bretoński: Jentilez) – archipelag u wybrzeża Bretanii, należący do Francji, w gminie Perros-Guirec, departamencie Côtes-d’Armor

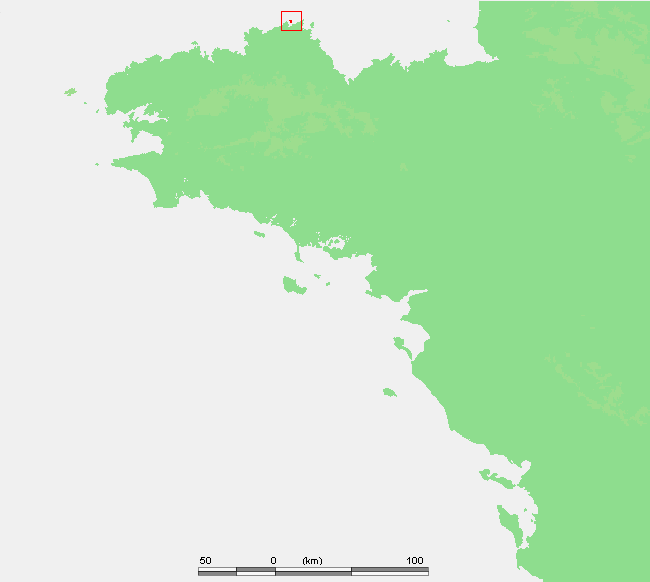
Położenie Sept Îles na mapie Francji

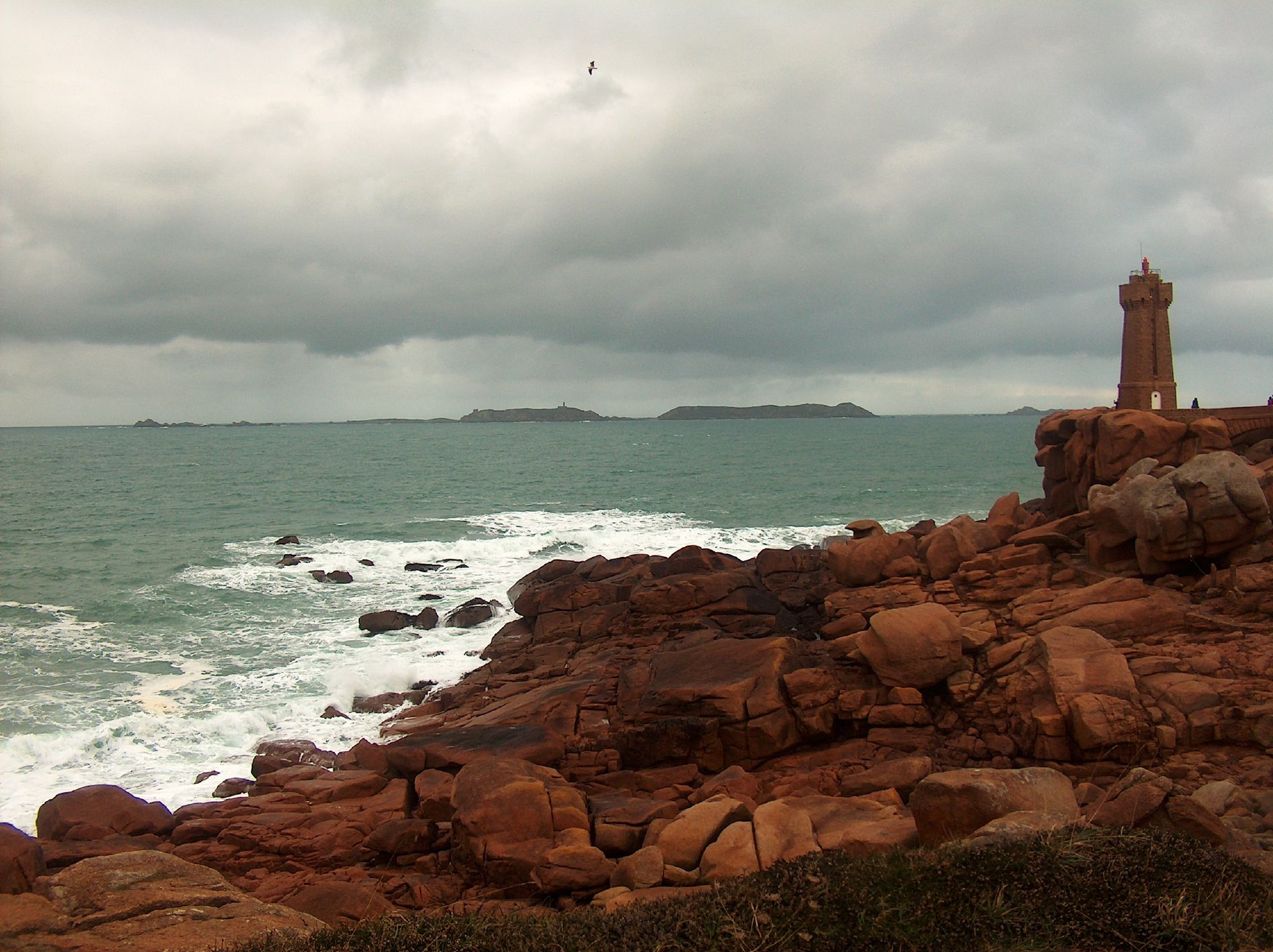
Widok na archipelag z Perros-Guirec

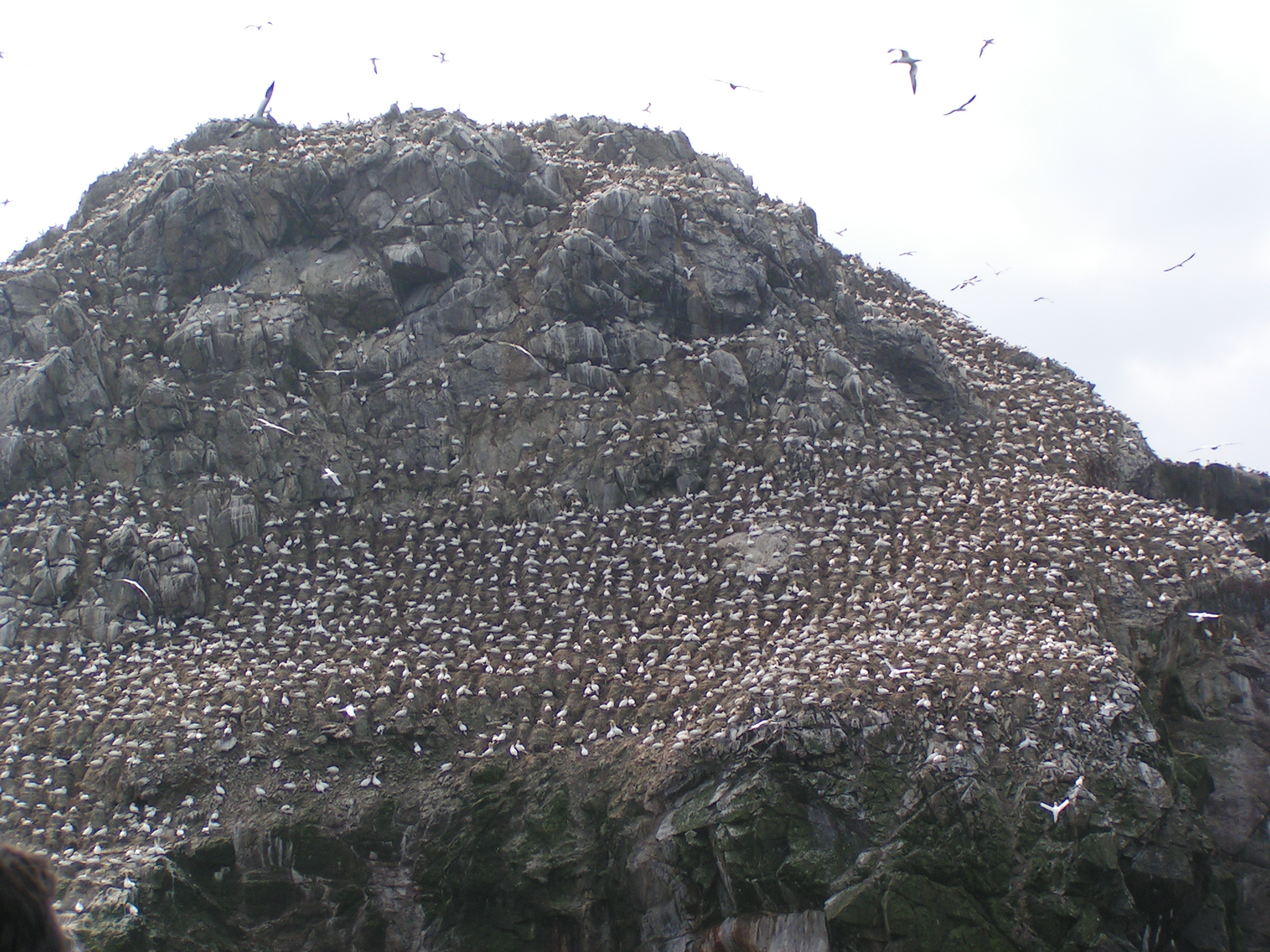
Kolonia głuptaków

## Rezerwat ornitologiczny
W odległości paru mil morskich od lądu rozciąga się Archipelag 7 wysp (L’Archipel des Sept-Îles), najważniejszy rezerwat ornitologiczny we Francji. Nazwa archipelagu sugeruje, że archipelag złożony jest z siedmiu wysp, podczas gdy w rzeczywistości archipelag tworzy 5 głównych wysp i liczne skały wystające poza poziom wody. Błąd w nazewnictwie spowodowany jest nieprawidłową interpretacją dawnej bretońskiej nazwy Sentiles, która przez administrację francuską została zastąpiona nazwą Sept Îles (Siedem Wysp). Główne wyspy archipelagu to:
- Île Bono (Enez Bonno) – największa z wysp; długość ok. 700 m, dwuwierzchołkowa, o wysokościach wzniesień odpowiednio 53 i 48 m n.p.m.,
- Île Plate (Enez Plat) - rzeczywiście "płaska": długość ok. 360 m, wysokość maksymalna 16 m n.p.m.,
- Île aux Moines (Enez ar Breur ou Jentilez) – jedyna udostępniona do zwiedzania; długość ok. 450 m, wysokość maksymalna 45 m n.p.m., na niej dawny fort Vauban i latarnia morska Sept-Îles,
- Malban (Melbann) - długość ok. 210 m, wysokość maksymalna 39 m n.p.m.,
- Rouzic (Riouzig) – największe siedlisko ptactwa wodnego; najbardziej wysunięta na wschód i najwyższa z wysp: wysokość maksymalna 56 m n.p.m., długość ok. 370 m[1].

Liczne przewodniki turystyczne próbują udowodnić istnienie siedmiu wysp podając nazewnictwo pozostałych małych wysepek. Wśród nich wymieniają:
- Le Cerf (ar Zerr) - wysokość maksymalna 28 m n.p.m.
- Les Costans (Kostann) - kilka skał, najwyższa o wysokości 9 m n.p.m.

Dodatkowo wspominane są również nazwy innych okolicznych skał:
- Île aux Rats (Enez ar Razhed)
- ar Moudennoù

Duża wyspa Île Tomé (L'île de Taveeg) usytuowana znacznie bliżej wybrzeża nie jest częścią archipelagu.
Wyspy o łącznej powierzchni 40 ha zamieszkuje 27 różnych gatunków ptaków, z czego 13 gatunków to ptactwo typowo morskie. Swoje miejsca lęgowe znalazły tutaj m.in. markaczka średnia, głuptak, kormoran czubaty, alka i wiele innych ptaków w łącznej ilości przekraczającej 23000 par.
Spośród innych gatunków zwierząt zamieszkujących wody archipelagu występują szare foki. Szacuje się, że ich łączna liczba nie przekracza 30 sztuk, jednak ich obserwacja jest utrudniona ze względu na sporadyczne występowanie.
W okresie od lutego do listopada z miejscowości Perros-Guirec do Archipelagu Siedmiu Wysp pływa statek wycieczkowy. Oprócz rejsu spacerowego i obserwacji ptaków, dodatkową atrakcję stanowi zwiedzanie latarni morskiej i fortu Vauban położonego na wyspie Ile aux Moines.

## Fort Vauban (Fort des Sept-Îles)

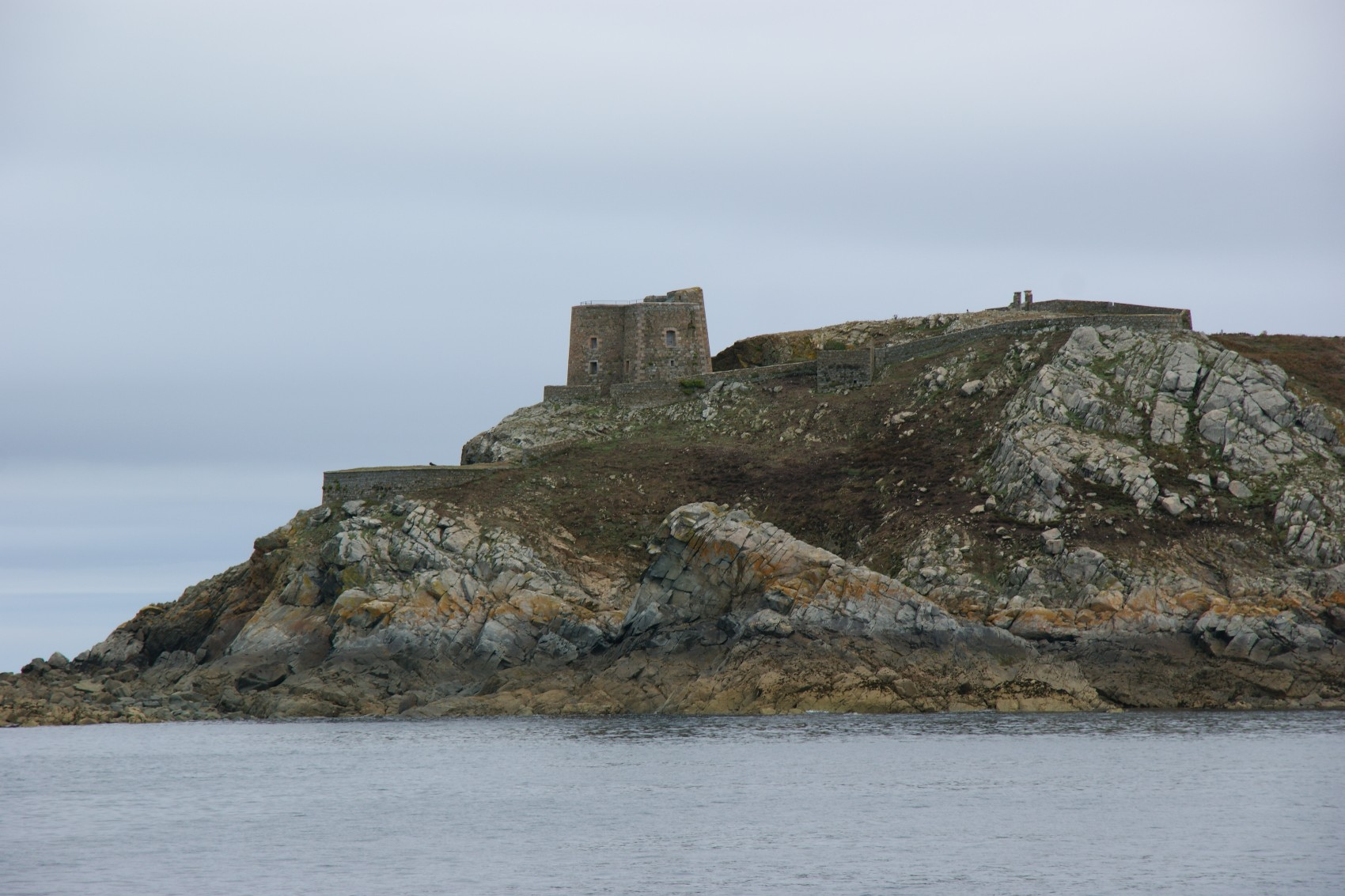

Ruiny tzw. fortu Vauban znajdują się na zachodnim krańcu wyspy Île aux Moines, na wysokości ok. 40 m n.p.m. Na wschodnim krańcu wyspy wznosi się latarnia morska Sept Îles.
Fort był niewielkim założeniem obronnym, zbudowanym w 1720 roku przez sir Garengeau, twórcę fortyfikacji obronnych miasta Saint-Malo, który był uczniem wybitnego francuskiego inżyniera wojskowego, eksperta do budowania i zdobywania twierdz, Sebastiana Vaubana. Fort został wybudowany na żądanie Ludwika XIV aby ochraniać wybrzeże przed piratami, którzy intensywnie wykorzystywali ten rejon do ukrywania się oraz uniemożliwić obcym jednostkom wpłynięcie do zatoki Saint-Brieuc oraz Morlaix. Fort osiągnął swoją pełną zdolność obronną w 1740 roku, a jego budowa została ostatecznie zakończona w 1746 roku przez francuskiego inżyniera Jean-Baptiste Joseph Parrocel, członka słynnej rodziny malarzy Parrocel, których obrazy ozdabiają L´Hôtel Royal des Invalides w Paryżu. W czasie drugiej wojny światowej fort był wykorzystywany przez wojska niemieckie. Na kilka dni przed odwrotem w 1944 r. Niemcy wysadzili go w powietrze, stąd też dzisiejsze pozostałości nie odzwierciedlają w całości jego pierwotnych kształtów i charakteru.

## Latarnia Siedmiu Wysp (Phare des Sept Îles)

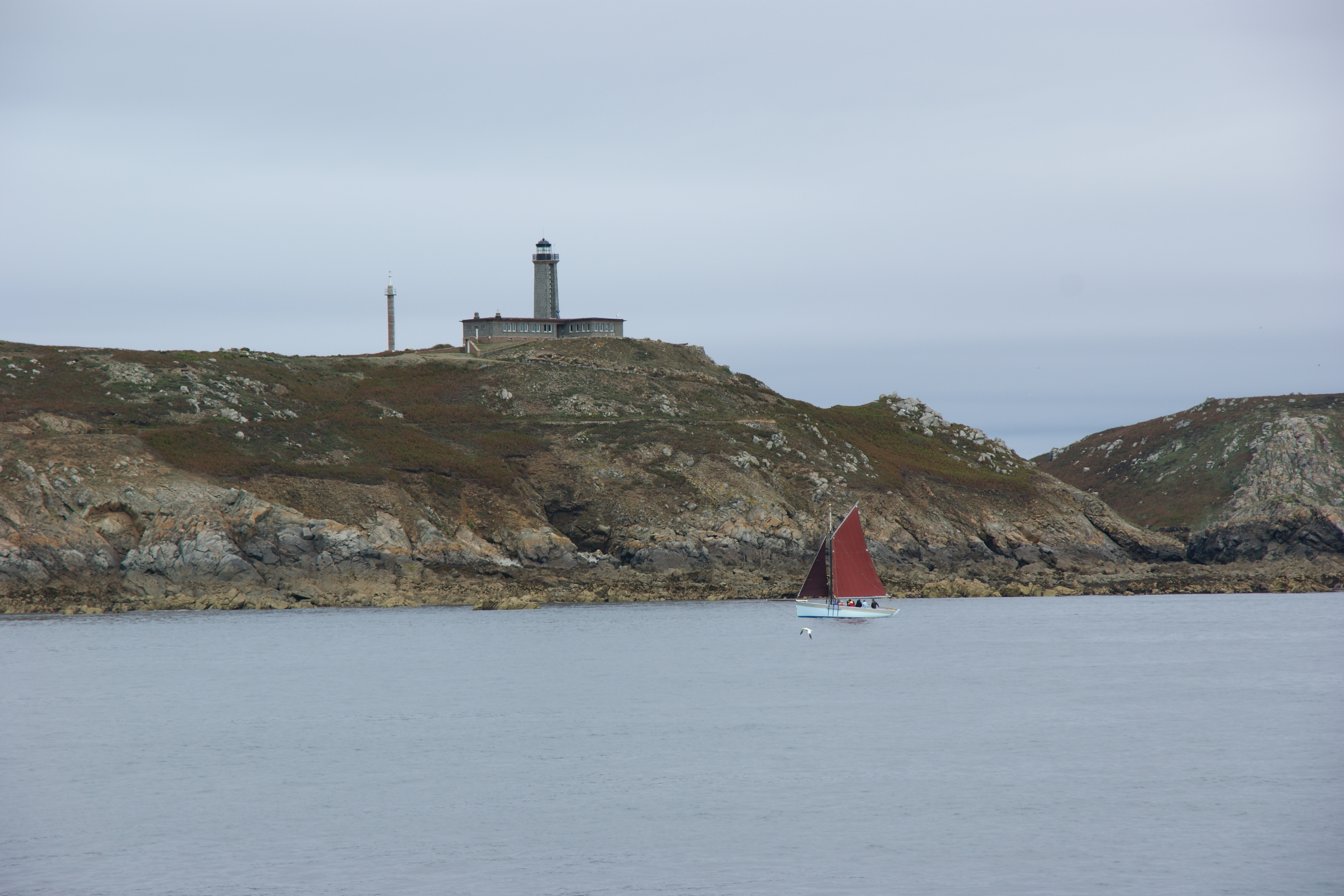

Latarnia Siedmiu Wysp położona jest blisko ruin XVII-wiecznego fortu Vauban. Pierwsza latarnia powstała tutaj w 1835 roku. W 1854 roku latarnia została podniesiona o 5 metrów i przebudowana przez co zyskała kształt wieży o podstawie kwadratu. 4 kwietnia 1944 roku, na kilka dni przed wyzwoleniem, latarnia została wysadzona w powietrze przez wycofujących się okupantów niemieckich. Jej rekonstrukcja rozpoczęła się w 1949 roku i trwała trzy lata. W 1957 roku latarnia została zelektryfikowana, a do produkcji energii elektrycznej potrzebnej do zasilania latarni wykorzystano siłę wiatru. Do dziś jej generator prądotwórczy jest generatorem o największej mocy spośród wszystkich generatorów wykorzystywanych w latarniach we Francji.

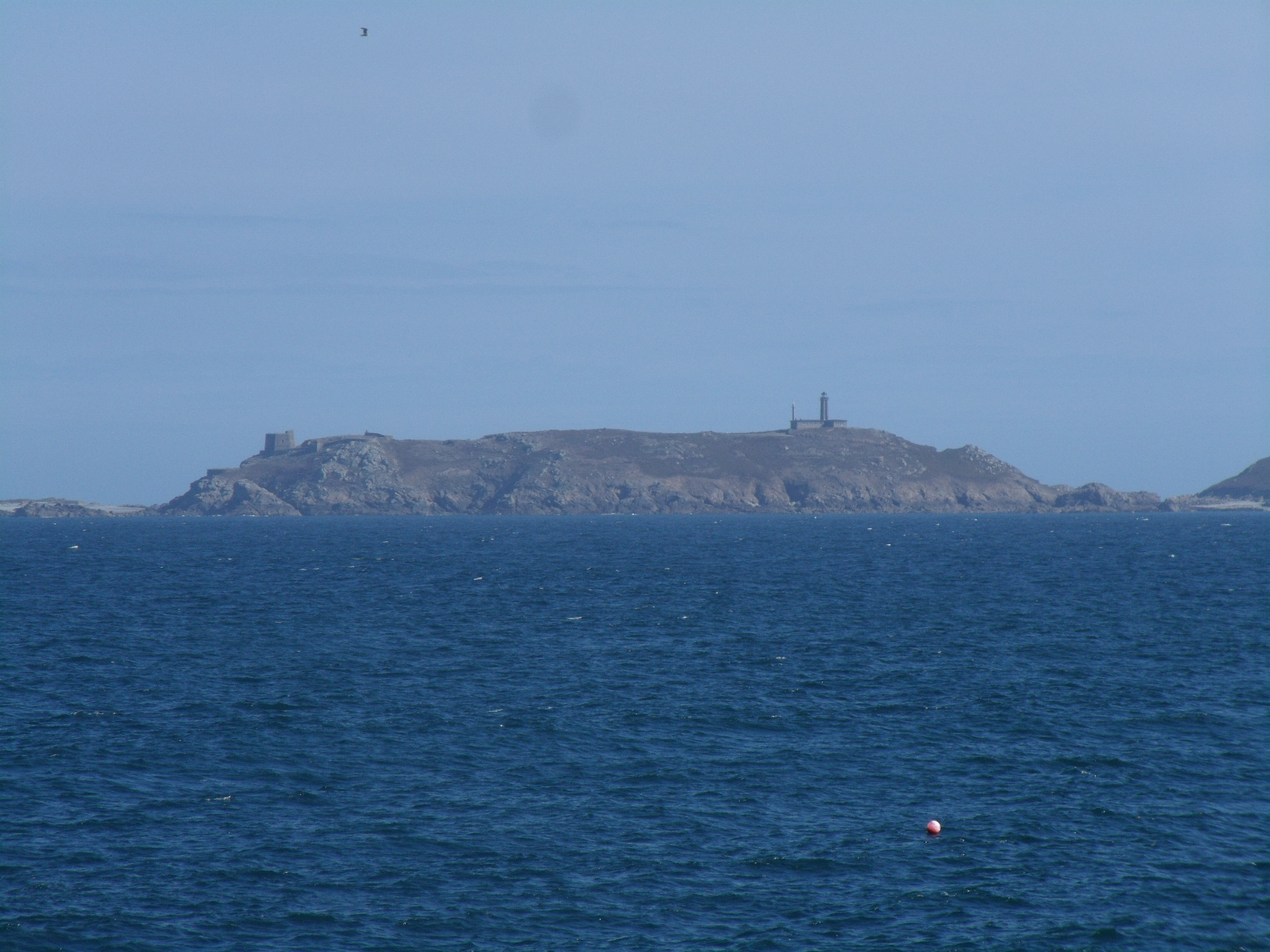
Enez ar Breur
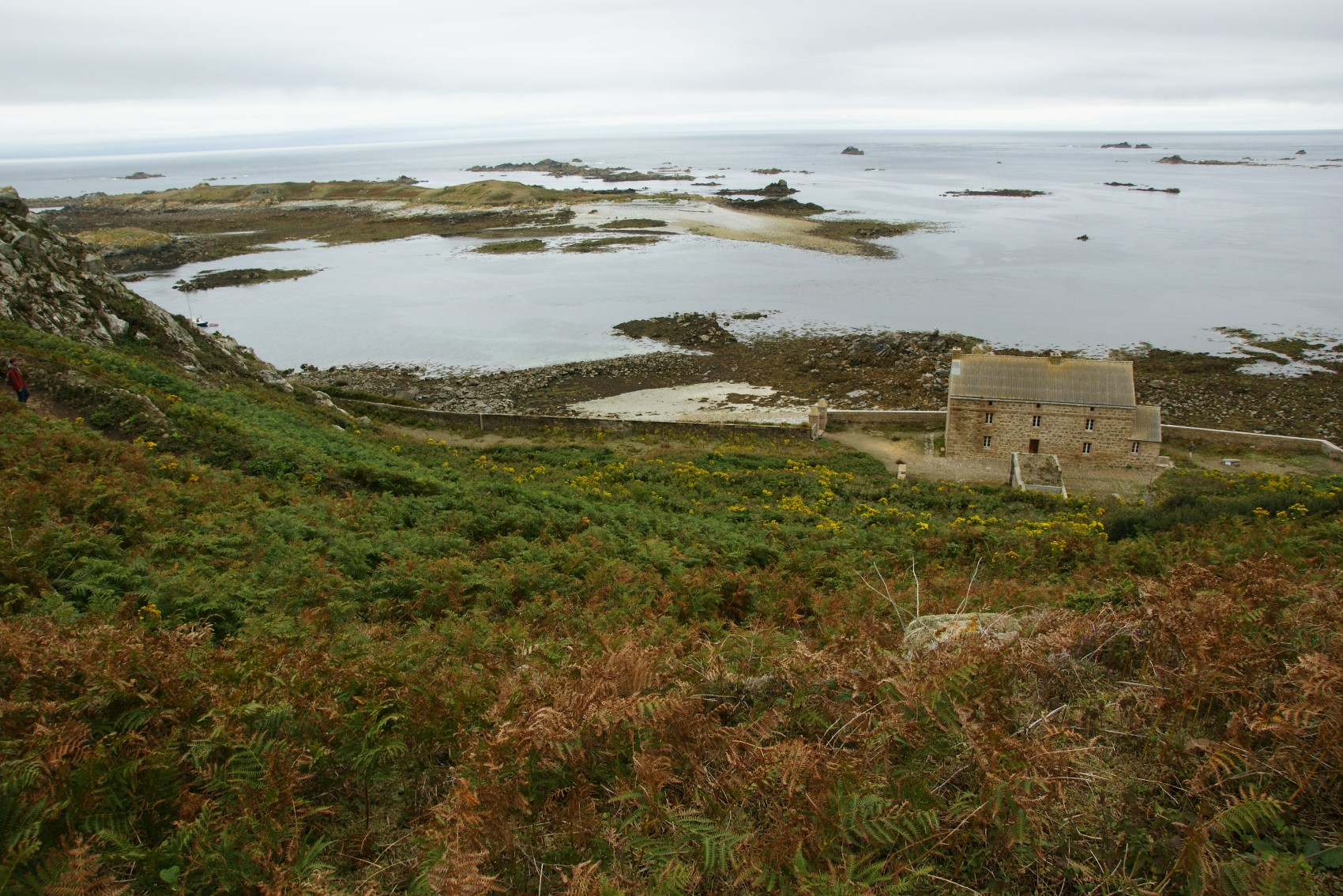
Enez plat
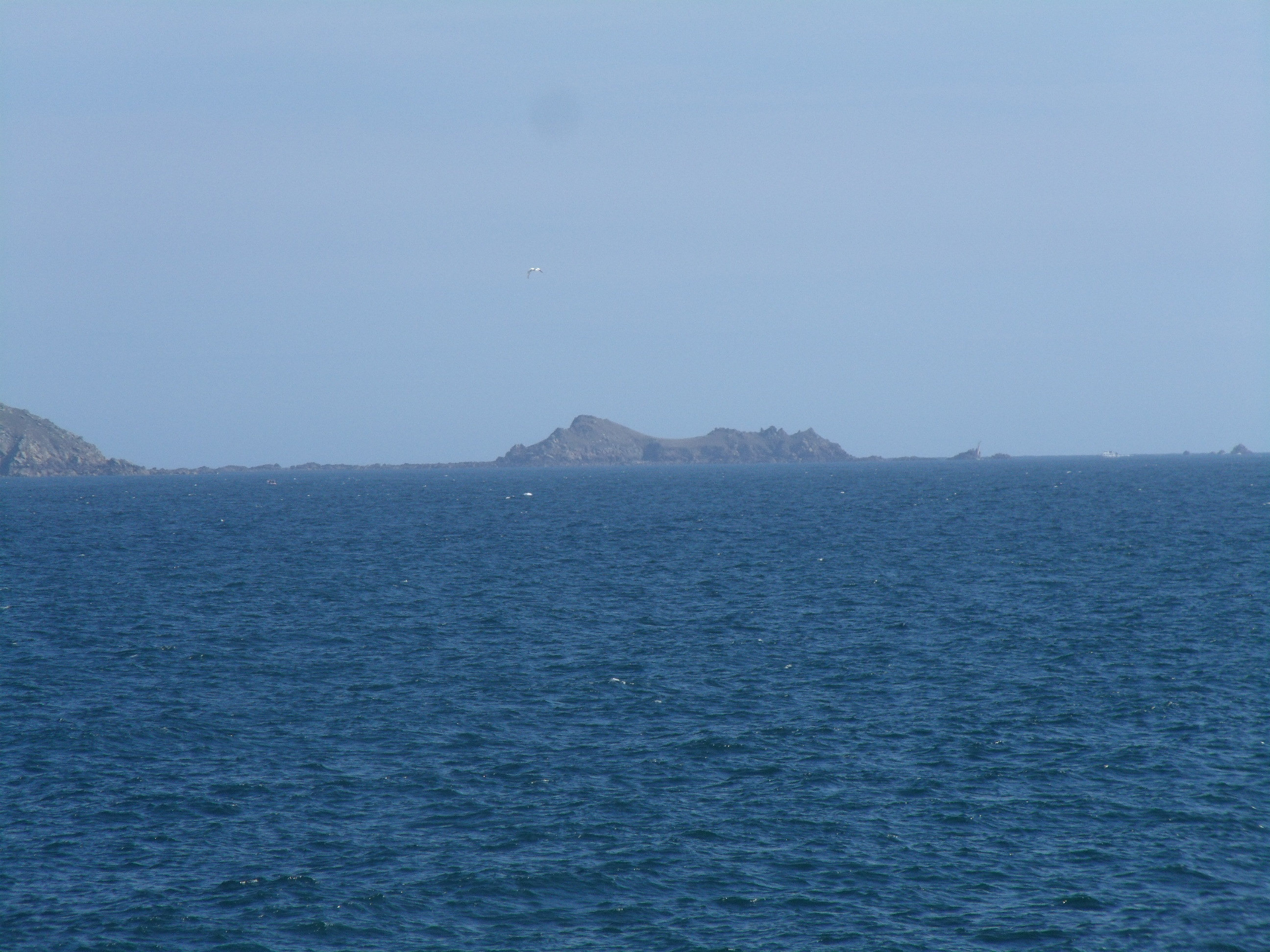
Enez Melbann
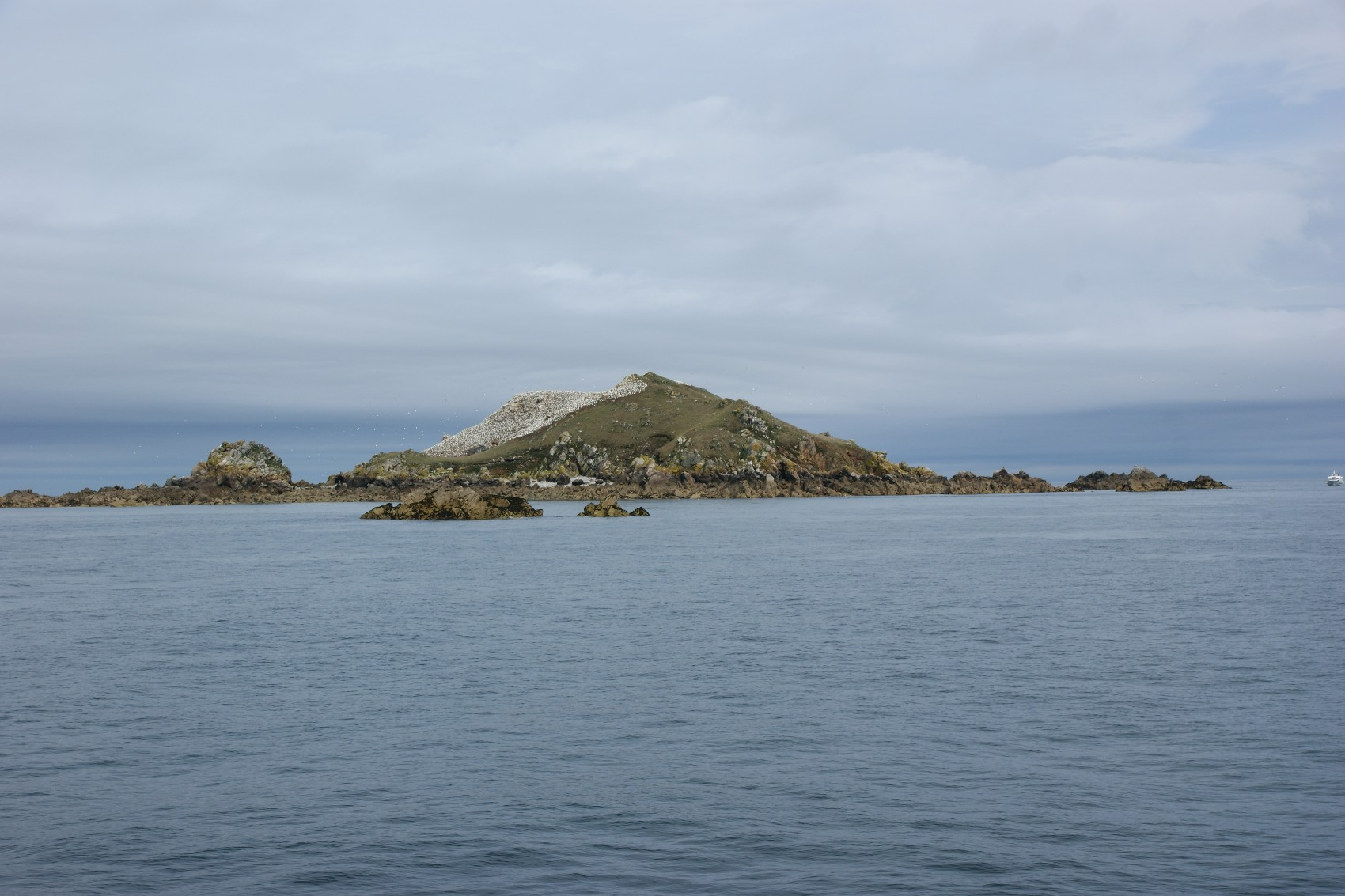
Enez Riouzig
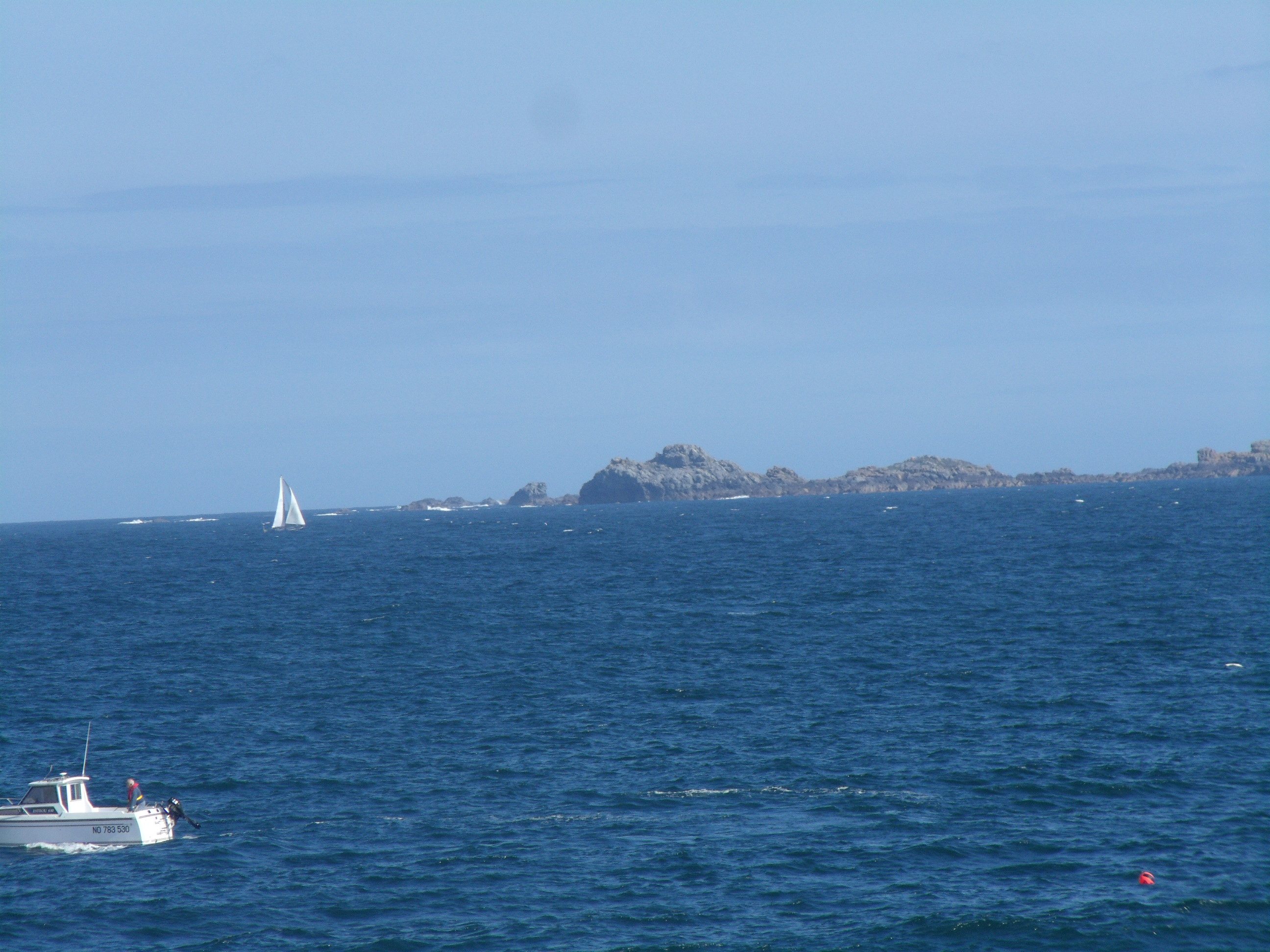
Ar Zerr